# Цандт, Густав Фридрих
Густав Фридрих Цандт (фин. Gustav Fredrik Zandt; 1801—1881) — религиозный деятель Российской империи, педагог, благотворитель; старший пастор при шведской церкви Святой Екатерины в Санкт-Петербурге.

## Биография
Густав Фридрих Цандт родился 21 октября 1801 года (по другим данным 2 марта того же года) в городке Хаттула в Финляндии. Поступив в 1818 году в Королевскую академию Або, на богословский факультет, Цандт окончил его в 1823 году со степенью доктора философии.
Пробыв около года учителем народной школы в Тавастгусской губернии, Густав Фридрих Цандт в 1825 году был назначен адъюнктом при шведской церкви Святой Екатерины в Санкт-Петербурге, а через два года стал пастором при этой церкви. 
С 1835 года до своей смерти Цандт состоял старшим пастором Санкт-Петербургского шведского прихода, который при своем поступлении, нашел в крайне плачевном состоянии, и устройству и улучшению которого посвятил всю свою жизнь. Благодаря его стараниям в 1837 году был собран капитал в 80 тысяч рублей для постройки дома, доходы с которого пошли на поддержание разных благотворительных учреждений шведского прихода. В 1847 году Цандт основал сиротский приют для девочек, а в 1860 году при церкви им была устроена богадельня для престарелых и больных женщин-прихожанок. Он же собрал необходимые средства для перестройки и обновления внутреннего убранства самой церкви. 
С «горячей любовью и большим вниманием» Цандт отнесся к делу воспитания детей своих прихожан. С самого начала своей петербургской деятельности до 1835 года он преподавал Закон Божий в шведской церковной школе, а затем, до 1859 года, был директором этой школы, исполняя эти трудные обязанности в течение 29 лет безвозмездно, для сбережения соответствующих сумм на разные нужды прихода. В 1866 году трехклассная шведская женская школа была преобразована в четырехклассную, также главным образом благодаря ему. Кроме того, Цандт давал уроки Закона Божия в 14 казенных и частных учебных заведениях в Петербурге и Царском Селе. 
С 1841 года Цандт состоял членом Санкт-Петербургской евангелической консистории. Помимо своей непосредственной многосторонней деятельности он находил время и для научной работы, состоя членом Финского литературного общества и участвуя с 1845 года в Журнале Министерства народного просвещения. 
В день пятидесятилетнего служебного юбилея он получил орден Святого Владимира 3-й степени и шведский орден Северной (Полярной) звезды 2-го класса, а в 1873 году, по случаю юбилея Александровского университета в Гельсингфорсе, Цандт был избран почетным доктором сего университета.
Густав Фридрих Цандт умер 24 января 1881 года в городе Санкт-Петербурге.